# بيضاء برج
بلدية بيضاء برج إحدى بلديات ولاية سطيف الجزائرية تقع في الجنوب الشرقي للولاية. بلغ عدد سكانها 46712 عام 2023.

## الموقع
يحدها من الغرب بلديتي 
عين لحجر وعين آزال ومن الشمال التلة ومن الجنوب الرحبات ومن الشرق تالخمت وأولاد سلام التابعتين لولاية باتنة.